# Teemu Pääkkönen
Teemu Pääkkönen (* 18. September 1982) ist ein ehemaliger finnischer Skispringer.

## Werdegang
Pääkkönen, der für den Verein Lahden Hiihtoseura startete, gab sein internationales Debüt zur Saison 1999/2000 im Skisprung-Continental-Cup (COC). In seiner ersten Saison erreichte er mit 91 Punkten Rang 121 in der Gesamtwertung. Am 28. August 2000 sicherte sich Pääkkönen in Winterberg gemeinsam mit Jussi Hautamäki, Akseli Lajunen, Toni Nieminen den dritten Rang im Team-Continental-Cup. Sechs Tage zuvor hatte Pääkkönen in Rælingen mit einem vierten Platz sein bestes Einzelergebnis im COC errungen. Daraufhin erhielt zum Saisonbeginn des Winters 2000/01 am 3. Dezember 2000 einen Startplatz im Skisprung-Weltcup von Kuopio. Als 55. verpasste er die Qualifikation für den Wettbewerb. Danach verblieb der Finne auch weiterhin im B-Kader und beendete seine erfolgreichste COC-Saison 2000/01 als 69. der Gesamtwertung. Da ihm in der Folge keine größeren Erfolge mehr gelangen, zog er sich 2004 aus den internationalen Wettbewerben zurück.
2014 startete Pääkkönen nach zehn Jahren wieder international und begann mit dem Springen im FIS-Cup. Jedoch musste er sich im August in Kuopio und im September in Einsiedeln mit hinteren Platzierungen begnügen. Es blieben seine letzten Wettbewerbe außerhalb Finnlands.

## Erfolge

### Continental-Cup-Platzierungen
| Saison  | Platz | Punkte |
| ------- | ----- | ------ |
| 1999/00 | 121.  | 092    |
| 2000/01 | 069.  | 135    |
| 2003/04 | 122.  | 004    |